# 埃爾卡門里韋羅托雷斯
埃爾卡門里韋羅托雷斯是玻利維亞的城鎮，位於該國東部，由聖克魯斯省負責管轄，距離首府聖克魯斯555公里，海拔高度152米，每年平均降雨量超過1,000毫米，2012年人口3,156。
18°49′38″S 58°37′28″W / 18.8272°S 58.6244°W